# 1945–1979. Historia i teraźniejszość

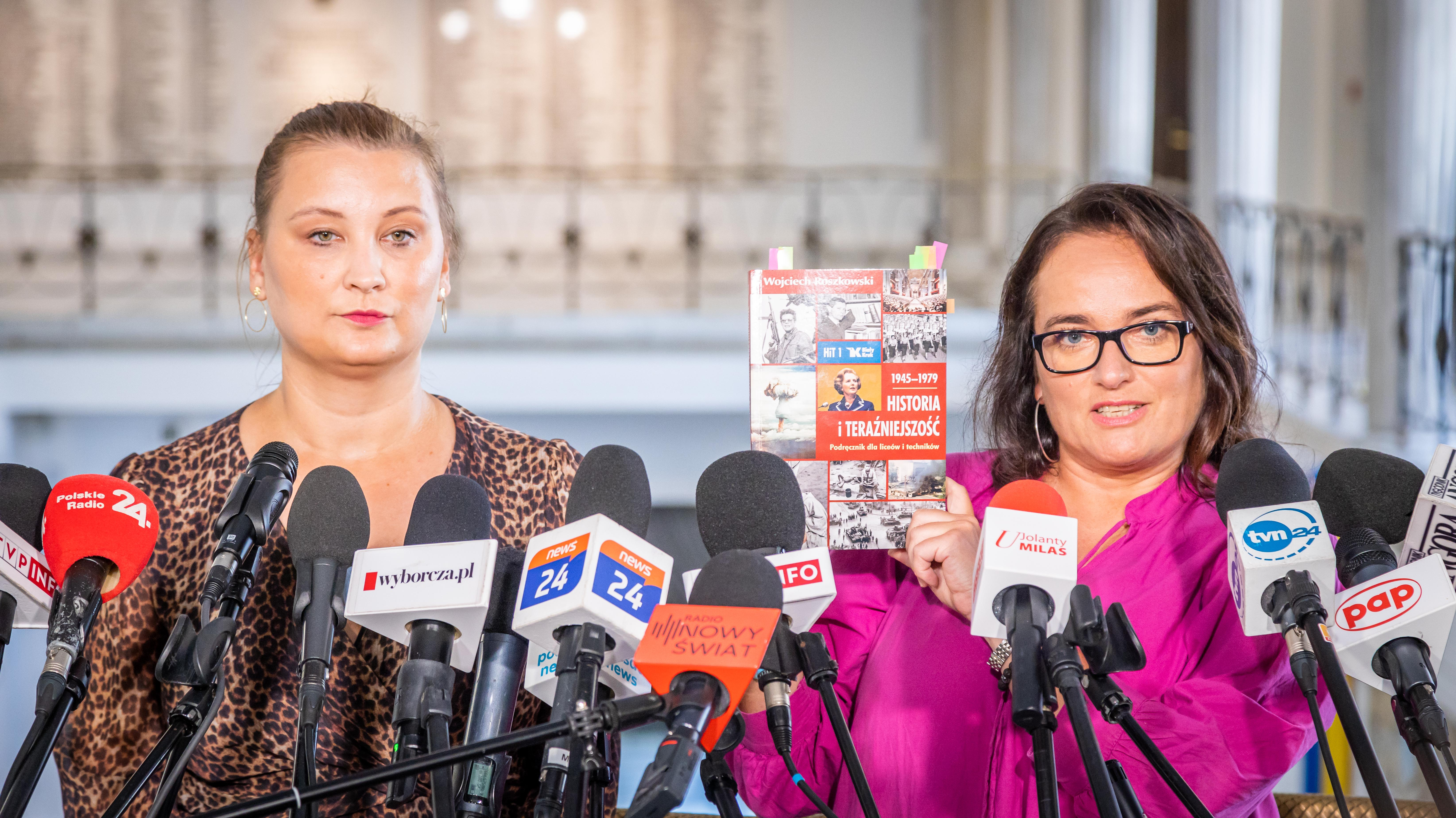
Posłanki Nowej Lewicy Paulina Piechna-Więckiewicz i Anita Kucharska-Dziedzic z podręcznikiem (2022)

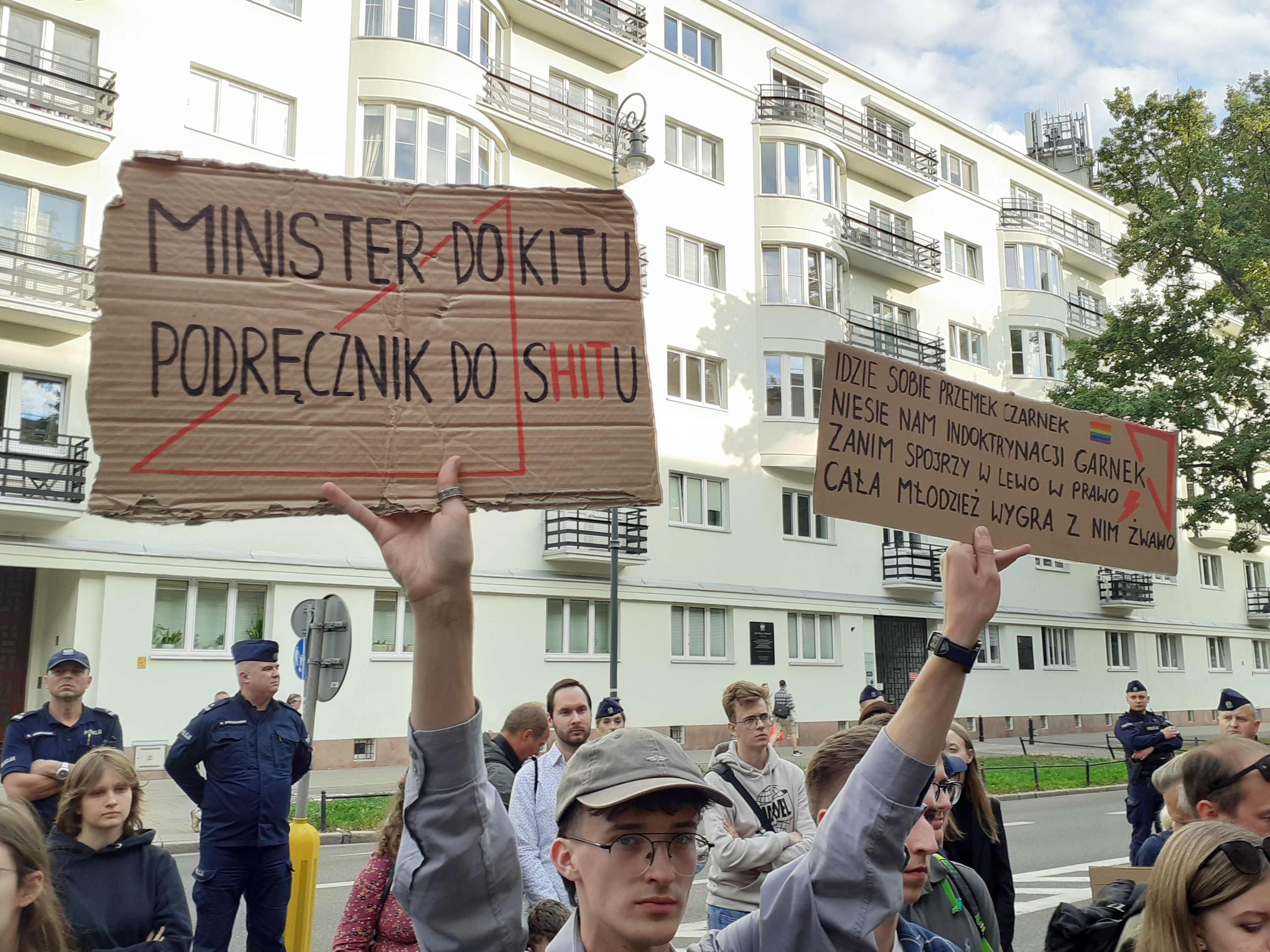
Demonstracja przed Ministerstwem Edukacji i Nauki przeciwko włączeniu podręcznika do programu nauczania (2022)

1945–1979. Historia i teraźniejszość. Klasa 1. 1945–1979 – podręcznik szkolny napisany przez Wojciecha Roszkowskiego do nauki przedmiotu historia i teraźniejszość, wydany w 2022 w Krakowie przez wydawnictwo „Biały Kruk”; podręcznik został dopuszczony 1 lipca 2022 do użytku szkolnego do kształcenia ogólnego w liceach i technikach jako pierwszy z podręczników do tego przedmiotu.
Od chwili wydania podręcznik wzbudzał kontrowersje, spotykając się m.in. z zarzutami o stygmatyzację dzieci urodzonych dzięki zapłodnieniu pozaustrojowemu (in vitro), zrównania feminizmu z nazizmem oraz eseistycznej, perswazyjnej formy przekazu. W procesie recenzowania Grzegorz Ptaszek wydał negatywną opinię językową; po uzyskaniu pozytywnej opinii od Klemensa Stróżyńskiego podręcznik – mimo obaw formułowanych przez ekspertów – został dopuszczony do użytku szkolnego. Pojawiły się opinie, że jest on promowany przez Ministerstwo Edukacji i Nauki kosztem podręcznika WSiP, co miało przejawiać się m.in. w tempie procesu recenzowania obu książek.
Podręcznik został także opisany jako mocno krytyczny do zachodniej kultury popularnej i odwrócenia się Zachodu od chrześcijaństwa, co wpisuje się w nurt twórczości Roszkowskiego (autora m.in. książek Świat Chrystusa czy Roztrzaskane lustro. Upadek cywilizacji zachodniej.). Liczne fragmenty książki Roztrzaskane lustro zostały przedrukowane w podręczniku, co spowodowało zarzuty o autoplagiat.
Pozytywnie o książce wypowiadał się urzędujący minister edukacji i nauki Przemysław Czarnek; jego zdaniem podręcznik przedstawia prawdę o najnowszej historii Polski (wcześniej zakłamywanej), zaś krytykujący albo znali wcześniej tylko zafałszowaną wersję dziejów kraju („którą tworzyli ich dziadkowie, ubecy i komuniści”), albo sami aktywnie propagowali „antypolską pedagogikę wstydu”.
Z powodu kontrowersji w przestrzeni publicznej, określonych jako znaczące w skali protestów społecznych, Rzecznik Praw Obywatelskich Marcin Wiącek zwrócił się w połowie sierpnia 2022 do ministra edukacji i nauki o ustosunkowanie się do pytania, czy treść podręcznika była analizowana z punktu widzenia konstytucyjnej zasady bezstronności światopoglądowej państwa.
Po rozpoczęciu roku szkolnego 2022/23 podręcznik nie został na większą skalę wykorzystany w szkołach. Organizacja „Wolna Szkoła” podała, że zdecydowały się na niego jedynie 53 placówki w całym kraju (na ponad 2,3 tys. sprawdzonych). Roszkowski w rozmowie przyznał, że szkół korzystających z jego podręcznika jest jeszcze mniej; równocześnie podkreślił, że podręcznik spotkał się z dużym zainteresowaniem na wolnym rynku. Sprzedaż podręcznika wyniosła ok. 25 000 egzemplarzy.
W 2023 roku powstała druga część tego podręcznika dla klasy 2 zatytułowana 1980-2015 Historia i teraźniejszość .